# Король затерянного мира
Король затерянного мира (англ. King of the Lost World) — фантастический приключенческий фильм студии The Asylum, поставленный режиссёром Ли Скоттом по мотивам романа «Затерянный мир» Артура Конан Дойля. Является мокбастером к фильму Кинг-Конг Питера Джексона.

## Сюжет
Уцелевшие после авиакатастрофы пассажиры пытаются выжить на покрытом джунглями острове. Джон Рокстон и Эдуард Мэлоун уговаривают часть из них отправиться на поиски носовой части самолёта, где могла сохраниться радиостанция. В поисках к ним присоединяется лейтенант Челленджер, также оставшийся в живых после крушения.
У берега реки на одного из пассажиров нападает гигантский паук, ещё одного позже съедает хищное растение, нескольких незаметно утаскивают туземцы. Группа находит обломки двух самолётов, в каждом из которых все средства связи кто-то вынул. Мелоун в дороге обнаруживает капкан, на дне которого покоится пронзённый кольями дракон.
Остановившись на ночлег в пещере, группа подвергается атаке крупных скорпионов, Рокстон погибает, остальных берут в плен появившиеся туземцы. Они отводят их в свою деревню, где стюардессе Натали дают выпить какой-то напиток, и она становится такой же как они как от гипноза. В подземной тюрьме уже Мелоун находит уже давно схваченного сумасшедшего, который как оказывается и вытащил из самолётов радио. Хотя Челленджер знает язык племени, вождь Оло приговаривает к смерти всех кроме Натали и Дану (которая тоже притворилась покорившейся) — их принесут в жертву «крылатым» (так туземцы называют драконов), чтобы те продолжали защищать народ от гигантской обезьяны, которая является их извечным проклятием.
Утром Мелоуна и ещё одного парня привязывают к столбам у скал. Жёны Оло призывают трубами драконов, те сразу съедают спутника Мелоуна, как вдруг появляется обезьяна. Он начинает схватку с драконами, Оло, Натали и сумасшедший пленник гибнут, остальные туземцы разбегаются. Дана освобождает Мелоуна, они вместе освобождают из пещеры Саммерли и Челленджера.
Убежав к разбившемуся самолёту в лесу, Челленджер начинает заниматься обезвреживанием бомбы, но на него нападает жена Оло, в схватке она погибает, но смертельно ранит Челленджера. Снова появляется Кинг-Конг и драконы. Челленджер перед смертью отдаёт Мелоуну взрывное управление. Привлечённый звуком трубы, обезьяны подходит к самолёту, хватает его, и Мелоун взрывает бомбу. обезьяна и драконы погибают.
Мелоун выходит к Саммерли и Дане. Они вместе смотрят на место взрыва и раскинувшийся перед ними лес.

## В ролях
- Брюс Бокслайтнер — лейтенант Челленджер
- Джефф Дентон — Эд Мэлоун
- Ретт Джайлз — Джон Рокстон
- Сара Ливинг — Рита Саммерли
- Кристина Розенберг — Дана
- Стив Рэйлсбэк — Ларри
- Элиза Свенсон — Глория Чарлз
- Крисс Эн — Аманда Уорд

## Критика
Стив Патти из HorrorTalk счел фильм одним из лучших в The Asylum, заявив: «Суть в том, что фильм — это веселая прогулка по джунглям от начала до конца». Джон Кондит из Dread Central согласился, что это лучшая работа киностудии, но раскритиковал запутанный третий акт, а также отсутствие в фильме обезьяны с обложки.